# Zelotes chinguli
Zelotes chinguli är en spindelart som beskrevs av FitzPatrick 2007. Zelotes chinguli ingår i släktet Zelotes och familjen plattbuksspindlar. Inga underarter finns listade i Catalogue of Life.